# Король Дроздобород
«Король Дроздобород» — казка, опублікована братами Грімм у збірці «Дитячі та сімейні казки» (1812, том 1, казка 52. Згідно з класифікацією казкових сюжетів Аарне-Томпсона має номер 900.
Казка опублікована у першому виданні збірки «Дитячі та сімейні казки» («Kinder- und Hausmärchen») 1812 року та дещо змінена у другому виданні, опублікованому в 1819 році. Їхніми джерелами стали сім'я Гассенпфлуґ з Ганау, казка також доповнена деталями від Людовіна Гакстаузена та друга й майбутньої дружини Вільгельма Грімма, Дортхен Вільд.

## Сюжет
У одного короля була донька, з якою багато юнаків хотіли одружитися. Однак принцесі було важко догодити, і вона завжди придиралася до своїх залицяльників: одного вважала занадто товстим, а іншого — занадто високим.
Одного разу молодого королевича з сусідньої країни з трохи виступаючим підборіддям вона назвала Дроздобородим, бо його борода нагадувала їй дзьоб дрозда. Відтоді це прізвисько прижилося, і всі почали його так називати. Король розлютився на доньку за її поведінку щодо женихів і в гніві оголосив, що видасть її заміж за першого жебрака, який з'явиться перед палацом.
Незабаром такий жебрак з'явився перед палацом. Король наказав привести його і наказав своїй дочці вийти за нього заміж. Після весілля король повідомив своїй дочці, що як дружина вона не може жити в його палаці та повинна жити з чоловіком. Тож принцеса та жебрак вирушили до сусідньої країни.
Під час подорожі вони проходили повз різні красиві місця — ліси, луки та велике місто. Королівна запитала свого чоловіка-жебрака, кому належать ці землі. Він відповів, що це королівство короля Дроздоборода, і якби вона вийшла за нього заміж, то все це було б її.
Нарешті вони підійшли до маленької бідної хатини, де жив жебрак. Там королівна мусила сама доглядати за будинком, бо слуг у них не було. Чоловік почав придумувати для неї різні роботи, але жодна з них їй не вдавалася. Жебрак нарешті вирішив, що від неї мало користі, і відправив її на базар продавати горщики. Королівні спочатку велося добре, поки одного разу горщики не розбив п'яний солдат. Жебрак звинуватив її в цьому і вирішив, що не багато буде користі з такої дружини.
Потім він знайшов для неї роботу при дворі короля, де вона стала помічницею кухаря. Одного разу відбулася церемонія вінчання королевича. Королівна спостерігала за ними з-за дверей. Королевич запросив її на танець, але вона відмовила йому, впізнавши в ньому короля Дроздоборода, з якого колись сміялася. Крім того, вона розбила об підлогу посуд зі стравами, чим викликала загальне глузування.
Потім королевич розповів, що король Дроздобород, і жебрак, за якого вона вийшла, це та сама особа. Королевич перевдягнувся у жебрака, щоб навчити її смиренності. Королівна зраділа, що її чоловік королевич, а не жебрак, а прислуга принесла їй гарний одяг, одягнувши який вона могла повноцінно долучитися до свята.

## Адаптації
- 1954 року вийшов однойменний фільм — «Король Дроздобород», режисера Герберта Б. Фредерсдорфа;
- 1964 року вийшла радянська екранізація під назвою «Капризна принцеса»;
- 1984 року світ побачила однойменна чехо-словацька адаптація;
- 2008 року вийшов однойменний німецький сімейний фільм.